# Nicolai Eigtved
 Der er for få eller ingen kildehenvisninger i første halvdel af denne artikel, hvilket er et problem. Du kan hjælpe ved at angive troværdige kilder til de påstande, som fremføres.

Nicolai Eigtved, født Niels Madsen og skrev sig selv Nicolai Eigtwedt (født 4. juni 1701 i Haraldsted Sogn, død 7. juni 1754 i København), var en dansk arkitekt og hofbygmester og manden, der indførte rokokostilen i Danmark. Som skaberen af Frederiksstaden med de fire palæer, der senere blev slottet Amalienborg, nævnes han ofte i litteraturen som en af Danmarks betydeligste arkitekter nogen sinde. Hans hovedværk er optaget i Kulturkanonen.

## I gartnerlære
Han blev født "under Herregården Skjoldnæsholm". I nærheden ligger gården Egtved, som derfor tilskrives hans fødested i Haraldsted Sogn på Sjælland under fødenavnet Niels Madsen, men valgte selv senere at kalde sig Nicolai Eigtwedt, efternavnet taget efter fødegården.
Faderen, der var fæstebonde under Skjoldenæsholm døde tidligt, og om Nicolai Eigtveds barndom vides stort intet. Han blev dog siden sat i gartnerlære. Det er uklart om det er på Skjoldnæsholm eller Gisselfeld gods, der begge ejes af de haveinteresserede Gyldenløver. Omkring 1720 avancerede han til gartner ved Frederiksberg Slotshave. I 1722 fik han rejsepas, så han kunne arbejde i udlandet.

## Udlandsrejsen
På udlandsopholdet ernærede han sig i første omgang som gartner. Første stop var Berlin. 1725 rejse han til Warszawa, hvor han blev konduktør for arkitekten, oberst C.F. Pöppelmann. Datidens arkitekter var ansat i militæret, hvorfor Eigtved fik patent, dvs. stilling, som løjtnant i Ingeniørtropperne. Ved opførelsen og afholdelsen af den store militærøvelse, lystlejren ved Zeithain i 1730 mødte Eigtved den danske udenrigsminister Poul Vendelbo Løvenørn. Han kom ligesom Eigtved fra små kår, og efter sin hjemkomst til Danmark henleder Løvenørn kong Christian 6.'s opmærksomhed på løjtnant Eigtved, som en potentielt dygtig arkitekt. Løvenørn fik udviklet, at Eigtved ansættes i den danske hær samt midler til at foretage en dannelsesrejse ned gennem Europa. Christian 6. 1732 vil bl.a gerne have, at Eigtved studerer italiensk arkitektur.
Hans rejse varede tre år. På hjemrejsen opholdt han sig i nogen tid i München og Wien, hvor han gjorde gode tegninger henholdsvis af residensslottet og Prins Eugens Palais (dvs. Belvedere). Disse tegninger blev erhvervet af Christian 6. Vigtigst af alt mødte han her den franskfødte stukkatør Louis-Augustin le Clerc, som han senere fik et udbredt samarbejde med om dekoration af bl.a Christiansborg Slot og Amalienborg, og som siden bliver medstifter af Det Kongelige Danske Kunstakademi.

## Hofbygmester
Efter sin hjemkomst til Danmark blev Eigtved 1735 udnævnt til kaptajn af Fortifikationen. Siden udnævnt til hofbygmester, kirkeinspektør og oberst. Det byggelystne kongepar gjorde, at at Eigtved fik mange opgaver i de år. Således ombyggede han fra 1743 i samarbejde med Boye Junge Prinsens Palæ i Kalveboderne som bolig for kronprins Frederik. For dronning Sophie Magdalene opførte han lystslottet Sophienberg ved Rungsted. Eigtved var desuden medvirkende ved opførelsen af det første Christiansborg Slot, hvor blandt andet Marmorbroen og de to pavilloner er blandt hans værker. På slottet delte han opgaven med udsmykningen af interiøret med Laurids de Thurah. Dronningens gemakker blev dekoreret af Thurah, mens Eigtved fik ansvaret for kongens.
Han opførte det gamle Kongelige Teater, ombyggede Bregentved, Fredensborg Slot osv. Da Frederiksstaden blev grundlagt 1749 var Eigtved den ledende byplanlægger, som afstak strenge regler for facadernes udformning og husenes højde. Han gav desuden tegning til de fire palæer på Amalienborg. Til samme kvarter tegnede han et meget ambitiøst projekt til Frederikskirken Marmorkirken, som dog alrig blev realiseret.
Også inden for uddannelsen af kunstnere og arkitekter fik Eigtved afgørende betydning. Den gamle kunstskole, der havde Schulin som direktør og Hieronimo Miani og Le Clerc som ledere havde ført en kummerlig tilværelse med et beskedent budget. Da Miani i 1745 forlod Danmark, blev ledelsen overdraget til Eigtved, som 28. december 1747 fremsendte forslag til reorganisering og ophjælpning af akademiet. Forslaget blev godkendt af Frederik 5. 12. februar året efter. Herved kom der endelig en slags orden i den fattige kunstskoles forvirrede Sager. Eigtved regnes således for Kunstakademiets første egentlige organisator, var dets første direktør.
Eigtved blev begravet på Sankt Petri Kirkegård, hvor hans gravsten blev delvist ødelagt ved Københavns bombardement 1807. Der findes intet portræt af Eigtved, trods ihærdige anstrengelser efter at finde et sådant.
Han havde 24. maj 1743 ægtet Sophie Christine Walther (f. 1726), kammerjomfru hos Prinsesse Louise. Eigtveds efterladte hensad i temmelig trange kår, skønt der tilstodes enken en pension af 300 Rdl. kurant årligt. Det lidet, den afdøde havde ejet, havde han sat i norske marmorbrud, da han havde opnået at få en del af leverancen af det til den nye kirke i Frederiksstaden nødvendige marmor; efter hans død nød enken i nogle år godt af denne leverance, indtil den i 1771, temmelig pludselig og uventet, ophørte, og da hun på den tid endnu sad inde med store forråd både i København og ved bruddene i Norge, led hun store tab og blev vel sagtens i bund og grund ødelagt. Hun afgik ved døden midt i oktober 1795.

## Eigtveds landsted
Mens Christian VI som kronprins selv besad Hørsholm, boede hans overinspektør Lorens Fisker på Rungstedgård, og i Sophie Magdalenes tid beboedes gården i en snes år af hendes staldmester Hans Hartmann. Efter hans afgang skænkede dronningen med kongens tilladelse ved gavebrev af 14. maj 1750 gården til hendes hofbygmester og kirkeinspektør, oberst Eigtved. Hans enke Sophie Christiane født Walther solgte igen gården ved skøde af 6. marts 1766 til enken efter dronningens året forud afdøde overhofmester grev Christian Günther zu Stolberg-Stolberg, født grevinde af Castell, for 5.000 rigsdaler dansk kurant I 1770 blev Rungstedgård takseret til brandforsikring for 8.100 rigsdaler.

## Værker og projekter
- Byplan for Hørsholm (1737, ikke udført)[2]
- Interiører i kongens og kronprinsens etager på Christiansborg Slot (1737-1742, brændt 1794)
- Projekt til slottets hoved- og tårntrapper (1738, kongetrappen ikke opført)
- Christiansborg Slotskirkes interiører (1739-44, brændt 1794)[3]
- Marmorbroen med de to pavilloner (1739-1745, fredet)
- Ombygning af Bregentved (1740 og 1748-50, nedrevet 1887 undtagen nordfløjens portal, fredet)[4]
- Fuldførelsen af Christiansborg Slot (fra 1742, søndre staldfløj, hovedporte, teater, brændt 1794)
- Prinsens Palæ, Frederiksholms Kanal 12 (1743-44, delvis ombygning, fredet)[5]
- Sophienberg ved Rungsted (1743-44, senere forhøjet, delvist nedrevet 1807-09, fredet 1964)[6]
- Frederiksdal (1744-46, taget ombygget til mansard 1752-53 ved J.G. Rosenberg, fredet)[7][8]
- Schloss Friedrichsruh i Holsten (ombygning 1744-47, nedrevet 1787)
- Projekt til omlægning af Børsrampen (1745)
- Projekt til ombygning af Charlottenlund Slot (1745, ikke opført)
- Interiører i og udvidelse af kinesisk havehus ved Hirschholm Slot (1745, nedrevet)
- Det Kongelige Teater på Kongens Nytorv (1747-48, nedrevet 1874)[9]
- Asiatisk Kompagnis pakhus, nu Eigtveds Pakhus, Strandgade 25, Christianshavn (1748-50, fredet)[10]
- Projekt til Frederiksstaden og Amalienborg Plads med de 4 palæer (1749)[11]
- Amalienborg Slot, de 4 palæer og pladsen, (1750-54 for et af palæerne og 1750-60 for de resterende tre, fredet 1918)[12]
- Tegninger til borgerhusfacader til husene Amaliegade 5 (schalburgteret og nedrevet 1944), 10, 11, 12, 13, 14, 15, 16, 17, 21, 22-24, Sankt Annæ Plads 7 og 9 (1750-54, flere af disse fredet)[13] v
- Lindencrones Palæ, Bredgade 26 (1751, fredet)
- 5 projekter til Frederiks Kirke (1749-54, ikke opført)[14]
- Frederiks Hospital, nu Designmuseum Danmark, Bredgade 68 (bygningerne omkring Grønnegården, 1752-57, fredet)[15]
- Turebyholm (1750, og større ombygning 1752-56, fredet)[16]
- Landakirkja, Vestmanø, Island (1749-50)
- Landfogedbolig på Viðey, Island (1753)
- Udvidelsen af Fredensborg Slot med fire hjørnetårne (1753, fredet)
- Christians Kirke, oprindeligt Frederiks tydske Kirke (1753, ændret under opførelsen efter Eigtveds død, spir 1769 af Georg David Anthon)[17]

## Film
- Arkitekten, der blev væk – eller hvem var Eigtved?, film af Nils Vest, Nils Vest Film/DR. 59 min. 2005.(dfi.dk)